# عبد السلام اللمغاني
عبد السلام اللمغاني، وهو الفقيه أبو محمد عبد السلام ابن الشيخ إسماعيل بن عبد الرحمن بن عبد السلام بن الحسين اللمغاني الحنفي،  ولد في بغداد في محلة الإمام أبي حنيفة عام 520 هـ/1126م، وتفقه في الدين على والده، وسمع الحديث النبوي ورواه، وسكن في دار الخلافة العباسية بالمطبق، وناب عن قاضي القضاة أبي طالب علي بن علي البخاري، في عقود النكاح والمطالبات في ولايته الثانية، في دار الخلافة إلى أن توفي علي بن البخاري، ثم استتابه قاضي القضاة أبو الحسن علي بن سلمان الحلي، أيام ولايته أيضا، ثم تولى التدريس بالمدرسة الزيركية، وكان فاضلا متدينا حسن الأخلاق متواضعا، وأحد الفقهاء المشهورين على مذهب الإمام أبي حنيفة النعمان في بغداد، ولما ولي قاضي القضاة أبو عبد الله اللمغاني القضاء ترك التدريس ولزم بيته حتى وفاته. 
ومن أولاده الشيخ مجد الدين عبد الملك اللمغاني الذي اسند اليه التدريس في مدرسة مشهد الإمام أبي حنيفة ولما توفي دفن بجوار قبر أبيه.

## وفاته
توفي القاضي عبد السلام اللمغاني في بغداد يوم السبت مستهل شهر رجب من عام 605 هـ/1208م، وصلوا على جنازته يوم الأحد ودفن في مقبرة الخيزران.